# Pilea succulenta
Pilea succulenta là loài thực vật có hoa trong họ Tầm ma. Loài này được Wedd. miêu tả khoa học đầu tiên năm 1856.